# 파울 람브리흐츠
파울 라이몬트 람브리흐츠(네덜란드어: Paul Lambrichts, 1954년 10월 16일, 림뷔르흐 주 란클라르 ~)는 벨기에의 전직 축구 선수이다.
현역 시절, 그는 파트로 에이스던, 빈터르슬라흐, 베베런, 스탕다르 리에주, 그리고 오버르펠트-파브리크에서 활약했다. 그는 벨기에 국가대표팀 경기에 5번 출전했으며, 유로 1984에도 참가했다.